# Platystacus
Platystacus is een monotypisch geslacht van straalvinnige vissen uit de familie van braadpan- of banjomeervallen (Aspredinidae).

## Soorten
- Platystacus cotylephorus Bloch, 1794